# Nadja Einzmann
Nadja Einzmann (* 1974 in Malsch bei Karlsruhe) ist eine deutsche Schriftstellerin.

## Leben
Sie wuchs in Gernsbach auf, wo sie 1993 das Abitur machte. Es folgte ein Studium der Germanistik und Kunstgeschichte an der Johann Wolfgang Goethe-Universität Frankfurt am Main.
Nadja Einzmann veröffentlichte Gedichte in Zeitschriften sowie Erzählungen in Anthologien. Zu ihren Werken zählen Da kann ich nicht nein sagen (2001) und Dies und das und das (2006), beide erschienen im S.-Fischer-Verlag.
Geschichten von Nadja Einzmann werden verschiedentlich als Unterrichts- und Prüfungsthema im Schulfach Deutsch verwendet. So war ihre Kurzgeschichte An manchen Tagen in Baden-Württemberg Teil der Realschulabschlussprüfung 2009 in Deutsch, und beim Zentralabitur 2009 in Nordrhein-Westfalen stand ihre Kurzgeschichte Etwas zu Erzählen? als Thema zur Auswahl.
Nadja Einzmann lebt in Frankfurt am Main und arbeitet als Redakteurin beim Buchjournal.

## Auszeichnungen
- 1998: Förderpreis Junges Literaturforum Hessen-Thüringen
- 2002: Georg-K.-Glaser-Förderpreis
- 2007: Förderpreis des Friedrich-Hölderlin-Preises der Stadt Bad Homburg
- 2013: Renate-Chotjewitz-Häfner-Förderpreis

## Werke
- Da kann ich nicht nein sagen. Geschichten von der Liebe. S. Fischer-Verlag, Frankfurt am Main 2001, ISBN 3-596-15280-1, auch als Taschenbuchausgabe erhältlich
- Dies und das und das. Porträts. S. Fischer-Verlag, Frankfurt am Main 2006, ISBN 3-10-017014-8